# The Brick Moon
The Brick Moon es un cuento escrito por Edward Everett Hale y publicado en serie en The Atlantic desde 1869. Es una obra de ficción especulativa que contiene la primera descripción conocida de un satélite artificial.

## Sinopsis
The Brick Moon está escrito como si fuera un diario. Describe la construcción y lanzamiento en órbita de una esfera de 61 metros de diámetro, construida con ladrillos. Estaba pensada como una ayuda de navegación, pero fue lanzada accidentalmente con personas a bordo. La tripulación sobrevive, por lo que el relato también proporciona la primera descripción ficticia conocida de una estación espacial.

## Obras relacionadas
En 1865, Jules Verne había publicado su novela De la Tierra a la Luna, que incluía la noción de un vuelo espacial tripulado, pero no la idea de un satélite artificial.